# Flying Wig
Flying Wig è l'undicesimo album in studio del musicista venezuelano-statunitense Devendra Banhart, pubblicato nel 2023.

## Tracce
Testi e musiche di Devendra Banhart e Cate le Bon, eccetto dove indicato.
1. Feeling – 6:19
2. Fireflies – 4:51
3. Nun – 3:28
4. Sight Seer – 5:03
5. Sirens – 4:28
6. Charger – 4:18
7. Flying Wig (Banhart) – 5:32
8. Twin – 6:00 (Banhart, le Bon, Nicole Lawrence)
9. May (Banhart) – 4:39
10. The Party – 3:21